# Nolana villosa
Nolana villosa är en potatisväxtart som först beskrevs av R. Phil., och fick sitt nu gällande namn av L M.Johnston. Nolana villosa ingår i släktet cymbalblommor, och familjen potatisväxter. Inga underarter finns listade i Catalogue of Life.